# Chotoviny (nádraží)
Chotoviny jsou železniční stanice v jihozápadní části obce Chotoviny v okrese Tábor v Jihočeském kraji nedaleko Košínského potoka. Leží na dvoukolejné elektrizované trati Praha – České Budějovice (25 kV, 50 Hz AC).

## Historie

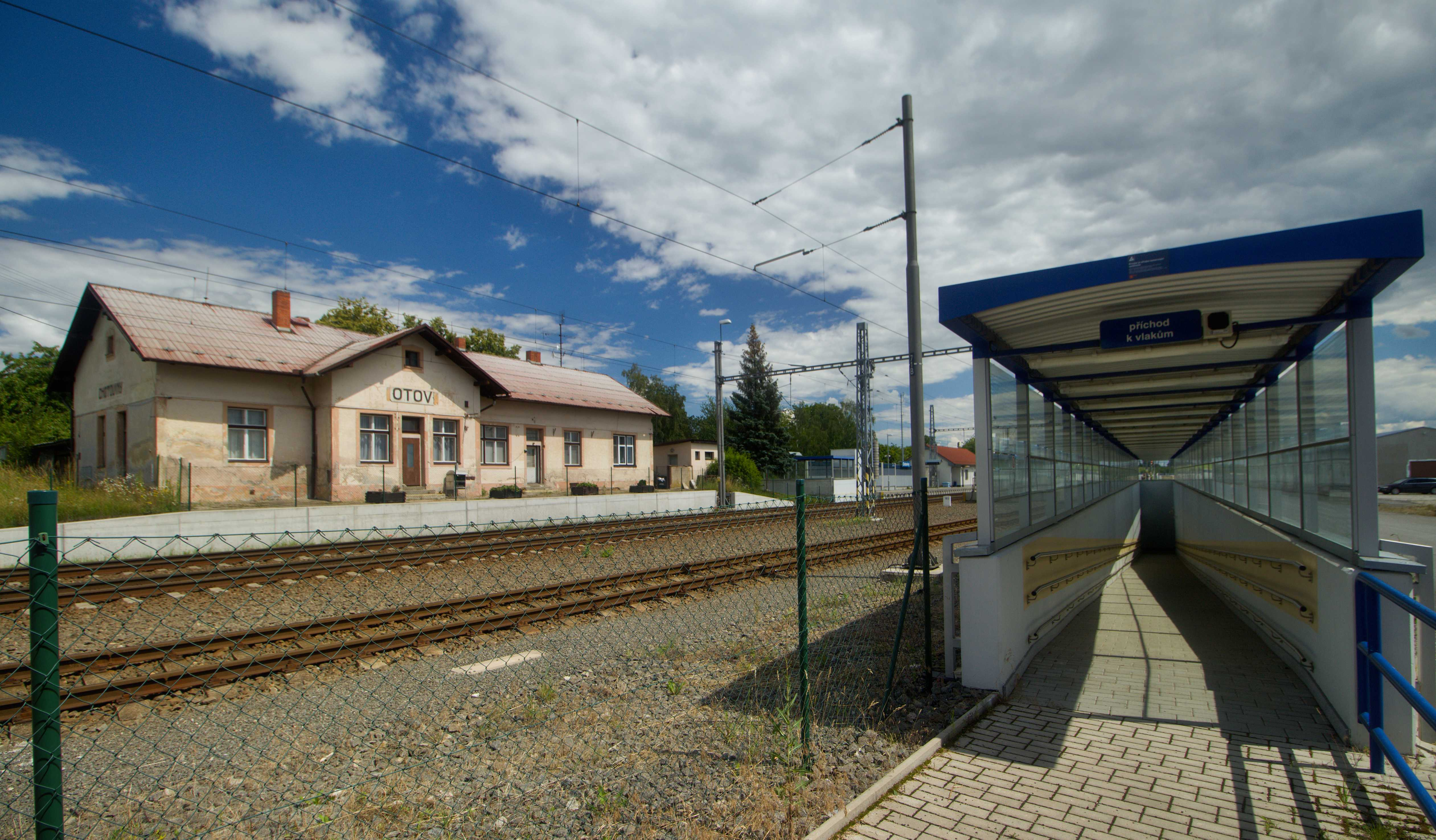
Stará budova nádraží a podchod

Železniční stanici dle typizovaného stavebního vzoru vybudovala soukromá společnost Dráha císaře Františka Josefa (KFJB) na trase nově budovaného spojení Vídně a Prahy s dočasnou konečnou stanici v Čerčanech, první vlak projel stanicí při zprovoznění úseku z Českých Velenic 3. září 1871. K otevření zbývající trasy do Prahy došlo 14. prosince téhož roku po dokončení železničního mostu přes Sázavu. Ten byl zpočátku provizorně postaven ze dřeva.
Po zestátnění KFJB v roce 1884 pak obsluhovala stanici jedna společnost, Císařsko-královské státní dráhy (kkStB), po roce 1918 pak správu přebraly Československé státní dráhy.
V roce 1988 byla trať procházející stanicí elektrizována. Nové podoby se dočkala při rekonstrukci traťového úseku v letech 2013–2016. V této době dostala nová bezbariérová nástupiště.

## Popis
Stanicí prochází Čtvrtý železniční koridor, vede tudy dvoukolejná trať. V letech 2013–2016 byla stanice upravena dle parametrů na koridorové stanice: byla přidána druhá traťová kolej, byla zvýšena průjezdová rychlost stanicí na 160 km/h, vznikla dvě bezbariérová vyvýšená nástupiště s podchodem.
Od 13. října 2022 je stanice dálkově ovládána z CDP Praha.